# テトラッツィーニ

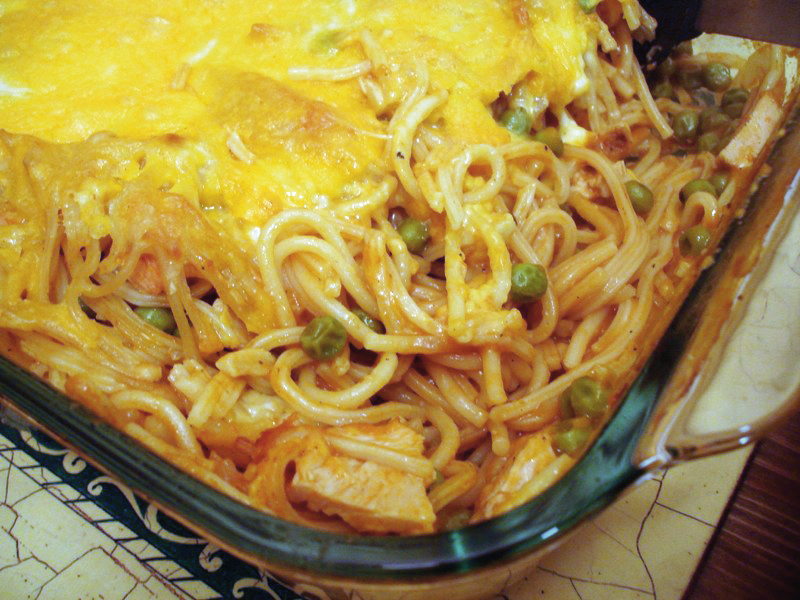
七面鳥のテトラッツィーニ。

テトラッツィーニ（英: Tetrazzini）とはアメリカ料理の一種で、小さく切った鳥肉かシーフードとキノコの具をバターかクリームとチーズのソースに入れ、ワインかシェリーで風味を付け、リングイネ、スパゲッティ、卵麺などのパスタにかけてパセリを散らし、熱いうちに食べる。トッピングにはパン粉やアーモンド、缶詰の揚げタマネギ、チーズが用いられる。キャセロール料理としてパスタごとオーブンで焼く作り方では、表面に焼き色を付けてカリッとさせることもある。家庭で手軽に作る場合、キノコクリームスープなどのクリームスープの缶詰を用いるレシピがある。
料理名はイタリア人の著名なオペラ歌手ルイーザ・テトラッツィーニに由来する。
1908年から1910年ごろにサンフランシスコのパレスホテルで料理長を務めていたアーネスト・アーボガストによって作り出されたと広く信じられている。サンフランシスコのティヴォリ劇場は1905年にルイ―ザ・テトラッツィーニが『リゴレット』のジルダ役でアメリカデビューを果たした場所だった。ただし、ニューヨークのニッカーボッカーホテルが発祥地だとする説も存在する。初めてターキー・テトラッツィーニの名が載せられた出版物は『グッド・ハウスキーピング』誌1908年10月号である。その号はターキー入りクリームソースとスパゲッティにおろしチーズ、キノコ、パン粉を乗せた料理が「42丁目にあるあのレストラン」で食べられると伝えており、店名は特定されていないがニッカーボッカーホテルを指している可能性がある。
この料理には標準的な形がなく、レシピによってはパン粉やチーズの種類など材料の異同がある。チキン・テトラッツィーニ、ツナ・テトラッツィーニのように、料理名によって使われている食材を表すことも多い。